# Минский государственный политехнический колледж

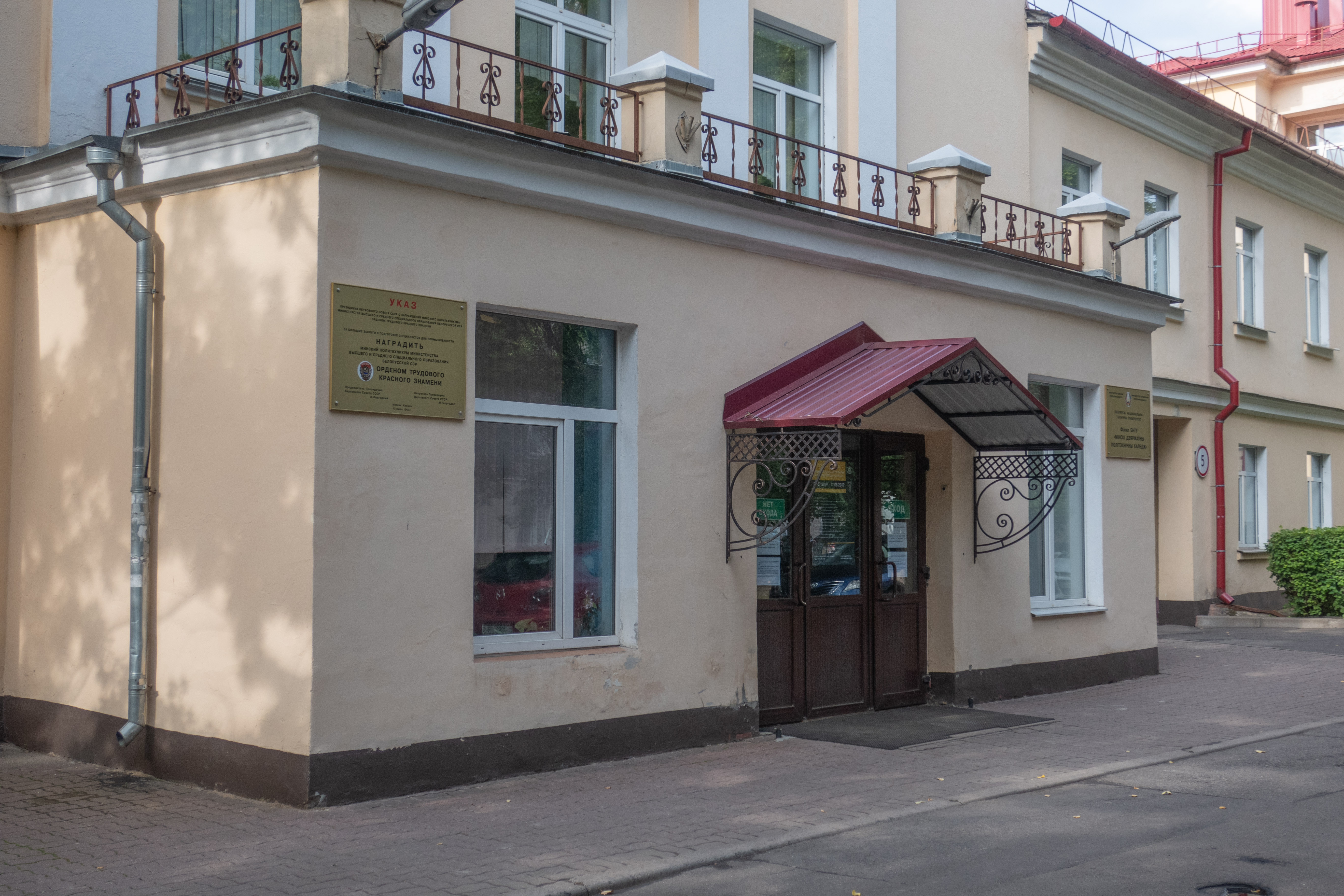
Главный вход

Минский политехнический колледж (бел. Мінскі політэхнічны каледж) — среднее специальное учебное заведение, расположенное в Минске (Республика Беларусь).

## История
В 1928 году после слияния архитектурно-дорожно-строительного и гидротехнического техникумов в Минске был образован политехникум (по другой информации, объединены были три техникума, включая торфяной). В 1967 году техникум награждён Орденом трудового Красного Знамени, в 1978 году — Почётной грамотой Верховного Совета БССР. В 1973/1974 учебном году в Минском политехникуме обучалось 2610 человек. В 2000 году техникум преобразован в Минский государственный политехнический колледж, в 2014 году — в одноимённый филиал БНТУ.
С 01.10.2024 реорганизация Филиала БНТУ «Минский Государственный Политехнический Колледж» в Государственное учреждение образования «Минский политехнический колледж» (приказ Министерства образования Республики Беларусь от 06.08.2024 №336)

## Специальности
В 2024/2025 учебном году в колледже готовят специалистов по 8 специальностям — 
маркетинг,
документоведение и документационное обеспечение управления, 
технология машиностроения (по направлениям), 
монтаж и эксплуатация электрооборудования (по направлениям), 
городской электрический транспорт, микроэлектроника, автоматизированные электроприводы, электроника механических транспортных средств.
В 2019-м году колледж подготовил и набрал на новую специальность «Технология и производство сварочного оборудования».
После завершения колледжа выпускники имеют возможность поступить в БНТУ на сокращённую форму обучения. Этой возможностью пользуется около 70 % выпускников.

## Известные выпускники и учащиеся
- Иван Денисович Варвашеня — подпольщик, секретарь Минского обкома и горкома КПБ, член ЦК КПБ[2];
- Дмитрий Ефимович Оскаленко — лётчик, Герой Советского Союза (посмертно)[2];
- Пётр Михайлович Судиловский — инженер, генеральный директор ПО Беларуськалий, Герой Социалистического Труда[2];